# Happy Together
Happy Together (chiń. 春光乍洩 Chūn guāng zhà xiè) – film hongkońskiego reżysera Wong Kar-Waia z 1997 roku, nakręcony według własnego scenariusza, z nagrodzonymi na festiwalu w Tajpej zdjęciami Christophera Doyle’a (polska premiera 14 kwietnia 2000 r.).
Film, zainspirowany powieścią The Buenos Aires Affair (taki też był roboczy tytuł filmu) Manuela Puiga, jednak oryginalna historia w czasie zdjęć została w dużym stopniu zmieniona, a bohaterowie i wątki poboczne zostały wyeliminowane w rezultacie cięć dokonanych na pierwotnej, trzygodzinnej wersji. W efekcie powstał jeden z najmniej skomplikowanych jak dotychczas filmów Wonga, skupiający się na trzech bohaterach i stanowiący najbardziej klarowne, prawie pozbawione akcji metafizyczne kino.
Angielski tytuł filmu pochodzi od piosenki zespołu The Turtles, chiński - od chińskiego tytułu kultowego filmu Powiększenie (1966) Michelangelo Antonioniego, którego Wong Kar-Wai jest wielkim miłośnikiem.
Chiński tytuł znaczy dosłownie: źródło blasku nagle się wyczerpało lub krótki moment blasku.

## Obsada
- Leslie Cheung Kwok-wing – Ho Po-wing
- Tony Leung Chiu Wai – Lai Yiu-fai
- Chang Chen – Chang
- Gregory Dayton – kochanek
- Shirley Kwan – (sceny usunięte)

## Muzyka
- Caetano Veloso – Cucurrucucu Paloma
- Frank Zappa – Chungafs Revenge
- Astor Piazzolla – Tango Apasionado
- Astor Piazzolla – Milonga For 3
- Frank Zappa – I Have Been In You
- Danny Chung – Happy Together (Alan Gordon/Gary Bonner)

## Tango
- Choreografię do scen tanga stworzył Juan Carlos Copes, współpracujący m.in. z Carlosem Saurą przy filmie Tango (1998).

## Zarys fabuły
Pochodzący z Hongkongu kochankowie, Ho Po-Wing (Leslie Cheung) i Lai Yiu-Fai (Tony Leung) podróżują po Argentynie. W drodze do wodospadu Igazu, kłócą się i efekcie Ho porzuca Lai. Mając wszystkiego dość, Lai usiłuje zaoszczędzić na powrotny bilet do Hongkongu, pracując w barze w Buenos Aires, gdzie widzi Ho w ramionach bogatego Amerykanina. Pewnego dnia w jego mieszkaniu pojawia się pobity Ho. Lai przyjmuje go i udziela mu pomocy, ale nie chce powrotu do dawnych relacji. Sfrustrowany, rzuca poprzednią pracę i zatrudnia się w chińskiej restauracji, gdzie poznaje młodego chłopaka z Tajwanu, Changa (Chang Chen), podróżującego po Ameryce Południowej. Zaprzyjaźnia się z nim. Stopniowo odzyskuje równowagę i postanawia wrócić do Azji, śladami Changa, zostawiając za sobą Ho.

## Nagrody
- najlepszy reżyser – 50 MFF w Cannes – 1997
- najlepsze zdjęcia – 34th Golden Horse Film Festival w Tajpej – 1997
- najlepszy aktor (Tony Leung) – 17th Hong Kong Film Awards – 1997
- najlepszy film zagraniczny (nagroda publiczności) – Arizona International Film Festival – 1998